# Cavenago d'Adda
Cavenago d'Adda é uma comuna italiana da região da Lombardia, província de Lodi, com cerca de 2.036 habitantes. Estende-se por uma área de 16 km², tendo uma densidade populacional de 127 hab/km².
Faz fronteira com Corte Palasio, Abbadia Cerreto, Casaletto Ceredano (CR), Credera Rubbiano (CR), San Martino in Strada, Turano Lodigiano, Mairago, Ossago Lodigiano.
Sua locação é a nem 10 kmetros da capital de província Lodi.

## Demografia
| Variação demográfica do município entre 1861 e 2011                               |
|                                                                                   |
| Fonte: Istituto Nazionale di Statistica (ISTAT) - Elaboração gráfica da Wikipedia |